# Boldog Özséb
Esztergomi Boldog Özséb (Esztergom, 1200 körül – Szentkereszt, 1270. január 20.) a pálos rend megalapítója.

## Életút

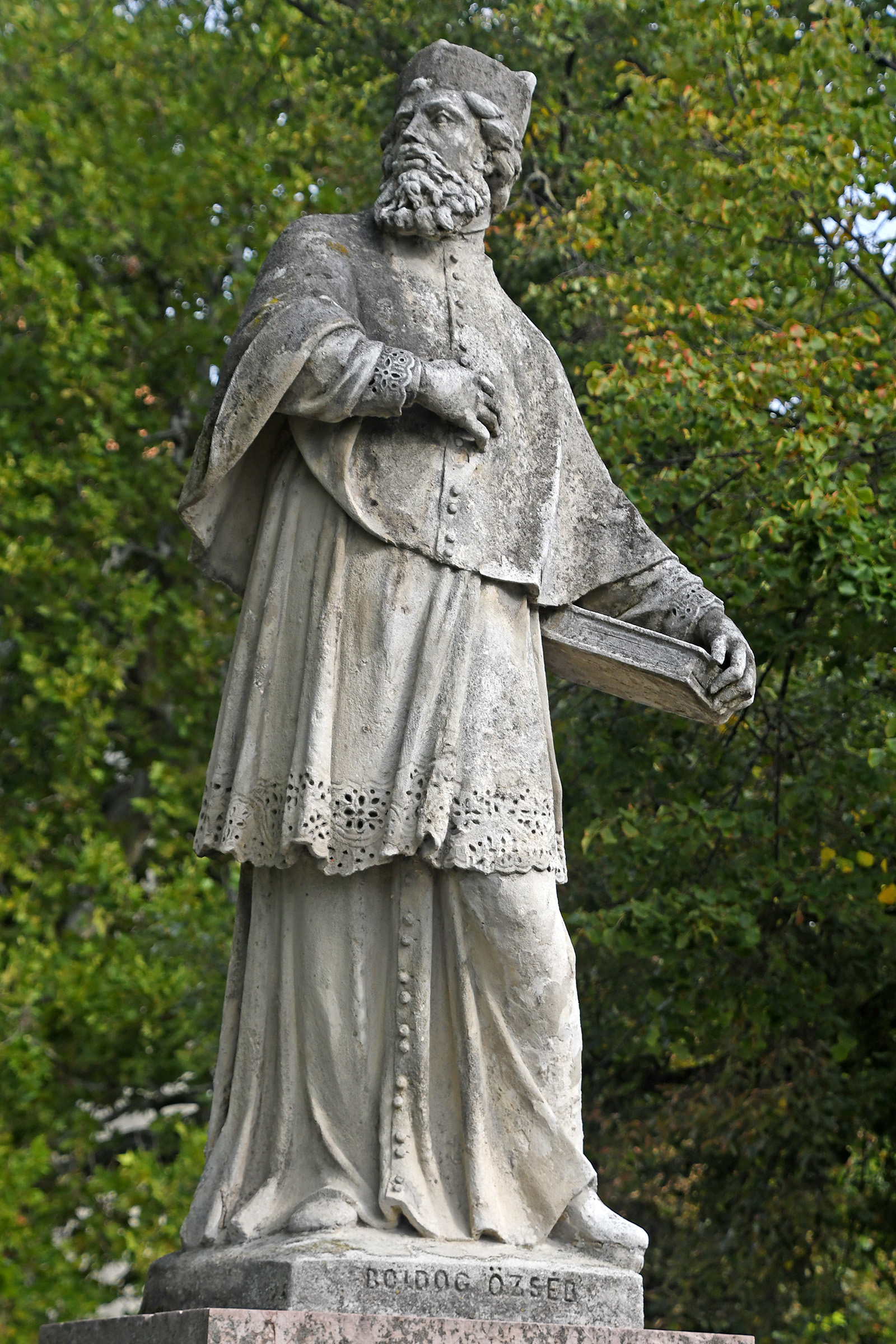
Szobra az esztergomi Szent István téren

Özséb életét Gyöngyösi Gergely I. Remete Szent Pál Remete testvéreinek élete című latin nyelvű kódexéből ismerhetjük. Szüleit a krónikás nem nevezi meg, csak annyit ír, hogy híres magyar családból származott. Egyes adatok szerint a királyi udvar várispánjának fia.
A helyi káptalani iskolában tanult. A hagyomány komoly, jóságos, visszahúzódásra hajlamos papként emlékezik róla. Hamarosan tagjai sorába iktatta az esztergomi főkáptalan: kanonok lett. Szabad idejében könyveket írt, ezeknek azonban még a címe sem maradt fenn. Gyöngyösi leírásából arra lehet következtetni, hogy egyházjogi műveket írt.
Élénk kapcsolatban állt a környék remetéivel, akik bejártak a városba vesszőből font kosaraikat élelemre cserélni. Özséb többször meglátogatta őket, és maga is megkívánta a remetei életet, ekkor azonban még Báncsa István, az esztergomi érsek nem adta beleegyezését.
A tatárjárás idején megostromolták Esztergomot, de a fellegvárat nem tudták bevenni. A rengeteg sebesült miatt egy ideig még nagyobb szükség volt Özsébre; végül 1246-ban megkapta Báncsa jóváhagyását. Ekkor lemondott kanonoki méltóságáról, javait szétosztotta a rászorulók között, és két (más forrás szerint hat) társával a Pilisszántó közelében lévő sziklás rengetegbe vonult, a mai Kesztölc határában lévő Hármas-barlangba, ahol remeteként élt.
A barlang elé egy nagy fakeresztet állított. Egy alkalommal a kereszt előtt imádkozva csodálatos látomásban részesült: az erdő mélyén sok apró lángot pillantott meg. A lángocskák egymás felé tartottak, s végül a kereszt előtt tüzes fénynyalábbá olvadtak össze. A keresztről pedig hangot hallott: „Özséb, gyűjtsd össze a remetéket egy szeretet-közösségbe!”
A látomásnak engedelmeskedve, 1250-ben a barlang mellett megépítették monostorukat és a hozzá tartozó templomot. Ez a laza remetei közösség az országban szép számmal lévő és meglehetősen régóta működő remetékhez képest jó helyzetbe került, ugyanis Özséb személyében volt papjuk, aki az egyházjogban jártas, tanult ember volt.
Özséb ezután sorra járta az országban a nagyobb remeteségeket. Először a Pécs melletti Szent Jakab-hegyi remetékhez ment, akik már 1225-től közös életet éltek. A legenda szerint Bertalan pécsi püspök által készített szabályzatuk volt. A két monostor ekkor egyesült, amelynek tagjai őt választották meg első tartományfőnökükké. Közösségük égi patrónusává Remete Szent Pált tették meg, s magukat „Első Remete Szent Pál testvéreinek” nevezték. Mivel az első monostor a Szent Kereszt tiszteletére épült, sokáig a „Szent Kereszt testvéreinek” is hívták őket. E két kolostorhoz az idők folyamán egyre több és több kolostor csatlakozott, amelyek a Bertalan-féle szabályzat, majd később az egyes egyházmegyék püspökeinek regulái szerint éltek.
Az 1256-os esztergomi zsinaton Özséb már mint Első Remete Szent Pál rendjének provinciálisa írta alá nevét. (Bár az oklevél hitelessége vitatott). 1262-ben néhány társával Rómába ment, hogy a Szentszék jóváhagyását és megerősítését megszerezze a rendalapításhoz. Itt sikerült megszereznie Aquinói Szent Tamás pártfogását IV. Orbán pápa előtt. A pápa nem hagyta jóvá az új rendet, mert nem látta biztosítottnak a szükséges anyagi feltételeket, ezért Pál veszprémi püspököt bízta meg a szerzetesrend kolostorainak megvizsgálásával. Pál ezt elvégezve, a pápa felhatalmazása alapján a rend működését jóváhagyta I. Remete Szent Pál Rendje néven.
Az általa alapított Szent Kereszt monostorban halt meg, súlyos betegség után. A templom sírboltjában temették el.
Boldog Özséb rendjének címerállata – a névadó Remete Szent Pál példájára – a holló, amint a rend nagy patrónusának, Mátyás királynak is.

## Boldoggá avatása
A pálos rendben íratlan szabály, hogy nem kérik egyetlen tag szentté avatását sem az egyháztól, mert „minden pálosnak szentnek kell lennie”. Amikor Árva Vince átvette a közösség irányítását, a márianosztrai egyházközséget kérte meg, hogy legyen a boldoggá avatási eljárás kérelmezője. Lékai László bíboros támogatta a kérelmét. Kezdeményezésére 2004. november 16-án II. János Pál pápa jóváhagyta Özséb tiszteletét, a cultus continuus, vagyis a folyamatos tisztelet alapján január 20-ára.
Felterjesztették a Szentségi és Istentiszteleti Kongregációhoz jóváhagyásra, és a pálos rend „belső” használatra megkapta az engedélyt, hogy Özséb atyát a boldogok között tisztelhessék misével és zsolozsmával. Aczél László Zsongor, az Országos Liturgikus Tanács akkori titkáraként javasolta a tanács püspök elnökének, Konkoly Istvánnak, hogy terjesszék a Püspöki Konferencia elé esztergomi Boldog Özséb tiszteletének egész Magyarországra történő kiterjesztését, amit a Szentségi és Istentiszteleti Kongregáció engedélyezett is a 2008 februárjában kibocsátott vatikáni dokumentummal.
Az ünnepélyes boldoggá avatást tehát nem sikerült elérnie. Viszont időközben az Apostoli Szentszék a régi hagyományt elismerve liturgikus szövegeket hagyott jóvá Boldog Özséb tiszteletére. Az ő esetében tehát a pálos rendnek is az a véleménye, hogy újabb boldoggáavatási eljárásra már nincs szükség.

## Létezése körüli kételyek
Hervay Ferenc Levente vetette fel elsőként, hogy Özséb nem biztos, hogy létezett, ám ő talált egy Eusebius nevű személyt Esztergomban a 13. század közepén. Romhányi Beatrix történész a Történelmi Szemlében megjelent tanulmányában rámutatott arra, hogy Özsébre egyetlen pálos oklevél sem hivatkozik a 14. században, amikor a rend pápai elismeréséért küzdöttek. A nevét Gyöngyösy munkájának megszületéséig nem említi egyetlen forrás sem. Véleménye szerint Gyöngyösy azért alkothatta meg Özséb alakját, (noha munkáját nem történeti műnek szánta), mert egy ideált akart megfogalmazni a pálos szerzetesek számára. Hasonlóképpen születhetett meg a 15. század végén a karmeliták első generálisának, Szent Stock Simonnak az alakja is.
Ennek a nézetnek ellentmond az a tény, hogy az Árpád-korból fennmaradt egyetlen Eusebius nevet Fülöp, az esztergomi társaskáptalan prépostja egy oklevélben említi, 1255. november 24-én keltezéssel. Ebben egy földbirtok átruházásával kapcsolatban azt írja le, hogy a nevezett földbirtokot Bethleem gömöri főesperes, esztergomi kanonok és Eusebius, az esztergomi egyház prebendáriusa járta be.

## Emlékezete
- Szobra áll Esztergomban.
- Ezt a nevet viseli az Kézdivásárhelyi Boldog Özséb plébánia, valamint az ő tiszteletére szentelték fel Budapest második világháború után elsőként jogelőd nélkül épült római katolikus templomát a III. kerületben, Békásmegyer-Pünkösdfürdőn.
- Nevét viseli a 2002-ben alapított piliscsabai Boldog Özséb Színtársulat, a Pázmány Péter Katolikus Egyetem Bölcsészettudományi Karának társulata, melynek célja bemutatni, újra élővé tenni a komoly hagyománnyal, irodalmi, művelődés- és lelkiségtörténeti, néprajzi értékekkel rendelkező 17–18. századi, magyarországi iskolai színjátszásnak legszebb remekműveit, valamint az ünnepekhez kötődő liturgikus és népi játékokat.[6]
- Nevét viseli a Pilis-tetőn 2014-ben épült Boldog Özséb-kilátó[7]
- Tiszteletére szobrot avattak Pálosvörösmarton, a Mária parkban, 2016-ban.[8]
- Pécsen utcát neveztek el róla.[9]
- Falfestmény örökíti meg a bánfalvi Pálos Kolostor falán.
- A Szent Özséb-barlangot róla nevezték el.